# Оснос, Вячеслав Вульфович
Вячесла́в Ву́льфович О́снос (24 июля 1935, Луга, Ленинградская область — 27 августа 2009, Санкт-Петербург) — советский и российский шахматист, международный мастер (1965), мастер спорта СССР (1957), заслуженный тренер РСФСР (1974). Радиотехник.

## Биография
Родился в Луге в семье заведующего оргинструкторским отделом Ленинского РК ВКП(б) Вульфа Мейлаховича Осноса (1911—1958) и Анны Семёновны Оснос (1909—1995).
Участник 6 (1963—1968) чемпионатов СССР (лучший результат: 1965 — 8-е место); Спартакиад народов СССР (1963, 1967 и 1979; в составе команды Ленинграда). Чемпион Ленинграда (1971 и 1980). Участник международных турниров: Будапешт (1965) — 8-е; Ленинград (1967) — 6—8-е; Дебрецен (1969) — 1-е; Цинновиц (1971) — 5—7-е; Пловдив (1982) — 6—10-е места. Участник матчей Ленинград — Будапешт.
Похоронен рядом с родителями на Преображенском кладбище в Санкт-Петербурге.

## Изменения рейтинга
| Графики недоступны из-за технических проблем. См. информацию на Фабрикаторе и на mediawiki.org. |

## Книги
- Дебют Рети. — М.: Физкультура и спорт, 1990. — 320 с. — (Теория дебютов). — 100 000 экз. — ISBN 5-278-00276-X.
- The Complete Richter-Rauzer, Batsford, 2003. ISBN 978-0-7134-7807-5
- Сицилианская защита. Атака Раузера, Русский шахматный дом / Russian Chess House, 2008. (В соавторстве с В. Л. Корчным). ISBN 978-5-94693-151-9